# Nils Fries (borgmästare)
För botanikern, se Nils Fries (1912–1994)
Nils Fries, född 1713, död 1766, var en svensk borgmästare.
Nils Fries var son till Gustaf Frijs i Sörsa, Sköllersta. Han blev borgmästare i Örebro stad och representerade staden vid riksdagarna 1755–1756 och 1760–1762. Vid den senare var han en av de ledande hattarna och ledamot av Sekreta utskottet. Han var från 1758 en av Hjälmare kanals arrendatorer. 
Han var far till överstelöjtnanten Nils Fries (1744–1790) och farfar till Claes Fries (samt farfars farfar till Karl Fries och Ellen Fries).